# Synagoge (Triest)

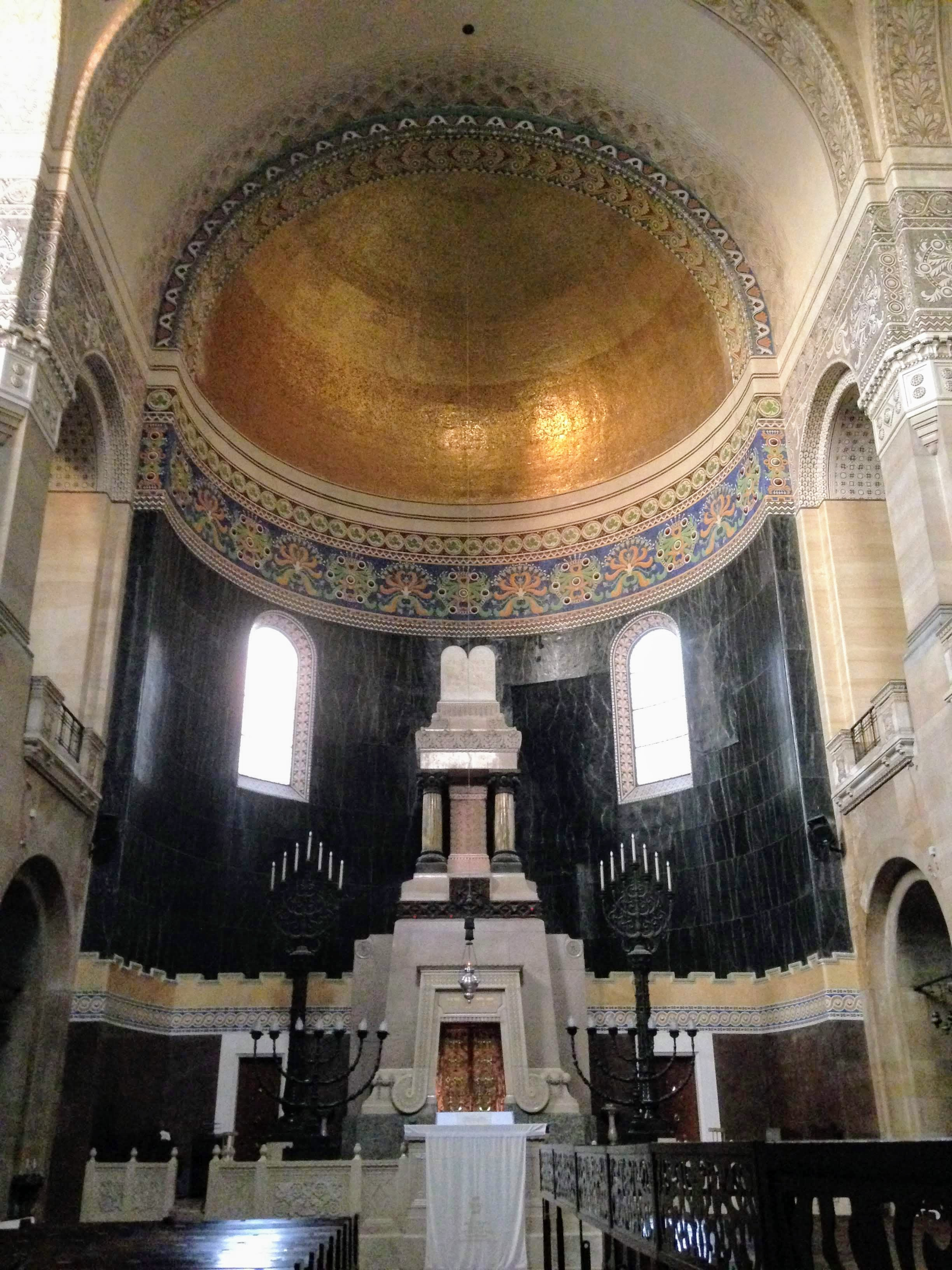
Innenansicht Synagoge Triest

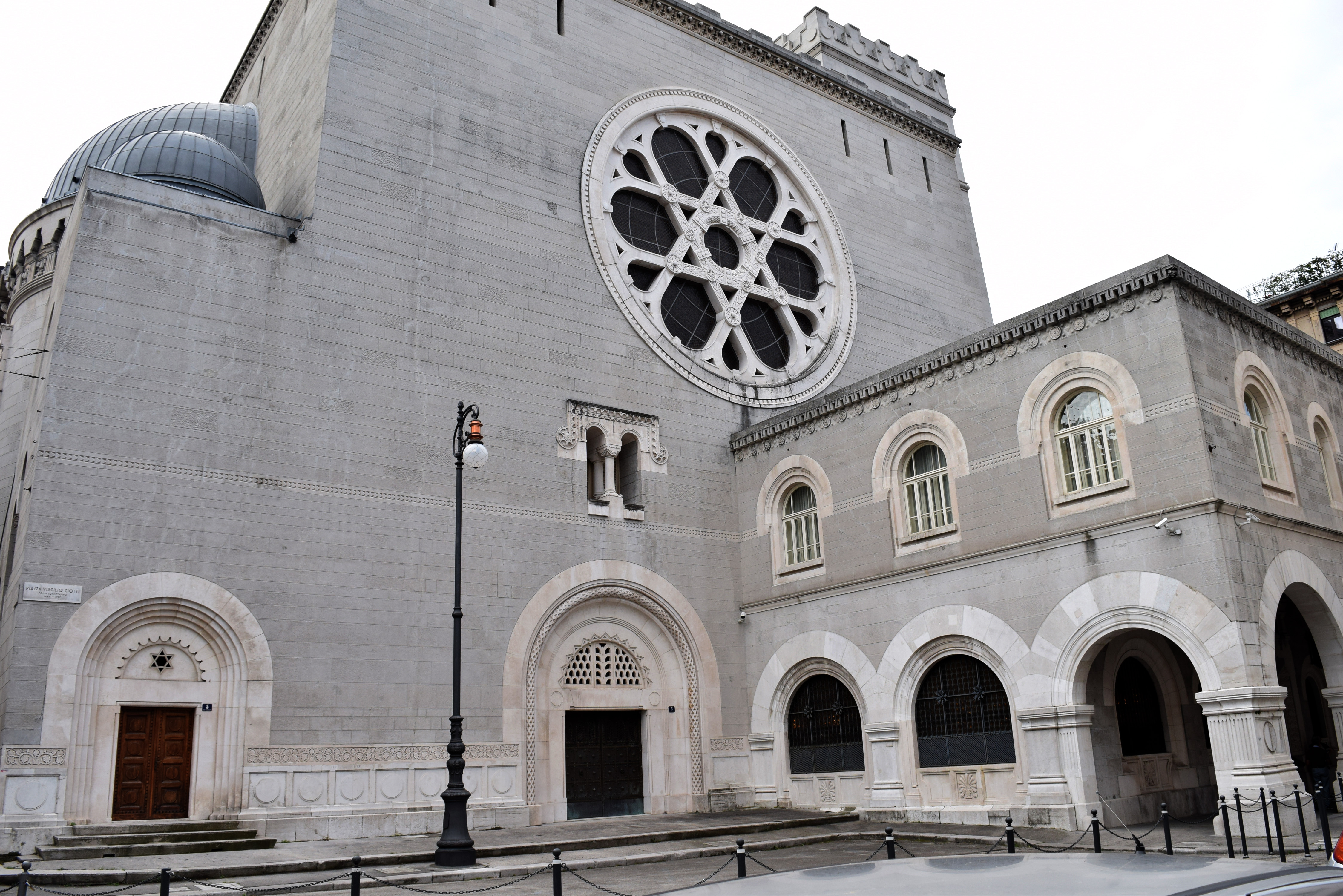
Synagoge in Triest

Die Synagoge von Triest (Tempio Israelitico di Trieste) ist die Synagoge in der norditalienischen Stadt Triest, sie befindet sich an der Via Gaetano Donizetti und der Via San Francesco Assisi an der Piazza Giotti. Die Synagoge zählt zu den größten und bedeutendsten jüdischen Gotteshäusern in Europa.

## Architektur
Entsprechend der jüdischen Tradition wurde das Gotteshaus auf einer West-Ost-Achse erbaut. Der Baustil orientiert sich an Vorbildern aus Syrien. Charakteristisch sind die Verzierungen im Innenraum und an der Fassade, insbesondere die aus einem Davidstern entwickelten Fensterrosetten.

## Geschichte
Die Synagoge von Triest wurde zwischen 1908 und 1912 von den beiden Triestiner Architekten Ruggero und Arduino Berlam im Jugendstil entworfen und ersetzte die vier in Wohnhäusern des jüdischen Ghettos im Stadtteil Riborgo untergebrachten Synagogen. Das Getto wurde in den 1920er und 1930er Jahren abgerissen.
1942 wurde die Synagoge vom faschistischen Regime geschlossen, jedoch nicht zerstört. Nach Ende des Zweiten Weltkriegs wurde das Gotteshaus erneut eröffnet.